# Време за суинг
„Време за суинг“ (на английски: Swing Time) е американска музикална комедия от 1936 година, създаден от RKO Radio Pictures, заснет в Ню Йорк, с участието на Фред Астер, Джинджър Роджърс, Хелън Бродерик, Виктор Мур, Ерик Блор и Джорджис Метакса, музиката е композирана от Джеръми Кърн и песните са написани от Дороти Фийлдс. Филмът е режисиран от Джордж Стивънс, продуциран от Пандро С. Бърман и сценарият на филма е написан от Хауърд Линдзи и Алън Скот.

## В ролите
| Изпълнител       | Роля                  |
| ---------------- | --------------------- |
| Фред Астер       | Джон „Лъки“ Гарнет    |
| Джинджър Роджърс | Пенелопи „Пени“ Карол |
| Виктор Мур       | Едуин „Поп“ Кардети   |
| Ерик Блор        | Г-н Гордън            |
| Хелън Бродерик   | Мейбъл Андерсън       |
| Бети Фърнес      | Маргарет Уотсън       |
| Джорджис Метакса | Рикардо Ромеро        |
| Ландърс Стивънс  | Джъдж Уотсън          |

## Награда и номинация
Филмът печели „Оскар“ за най-добра оригинална песен за песента The Way You Look Tonight от Джеръми Кърн и Дороти Фийлдс и е номиниран за най-добри танци за Bonjangles of Harlem от Хермес Пан.